# Carlo Saraceni

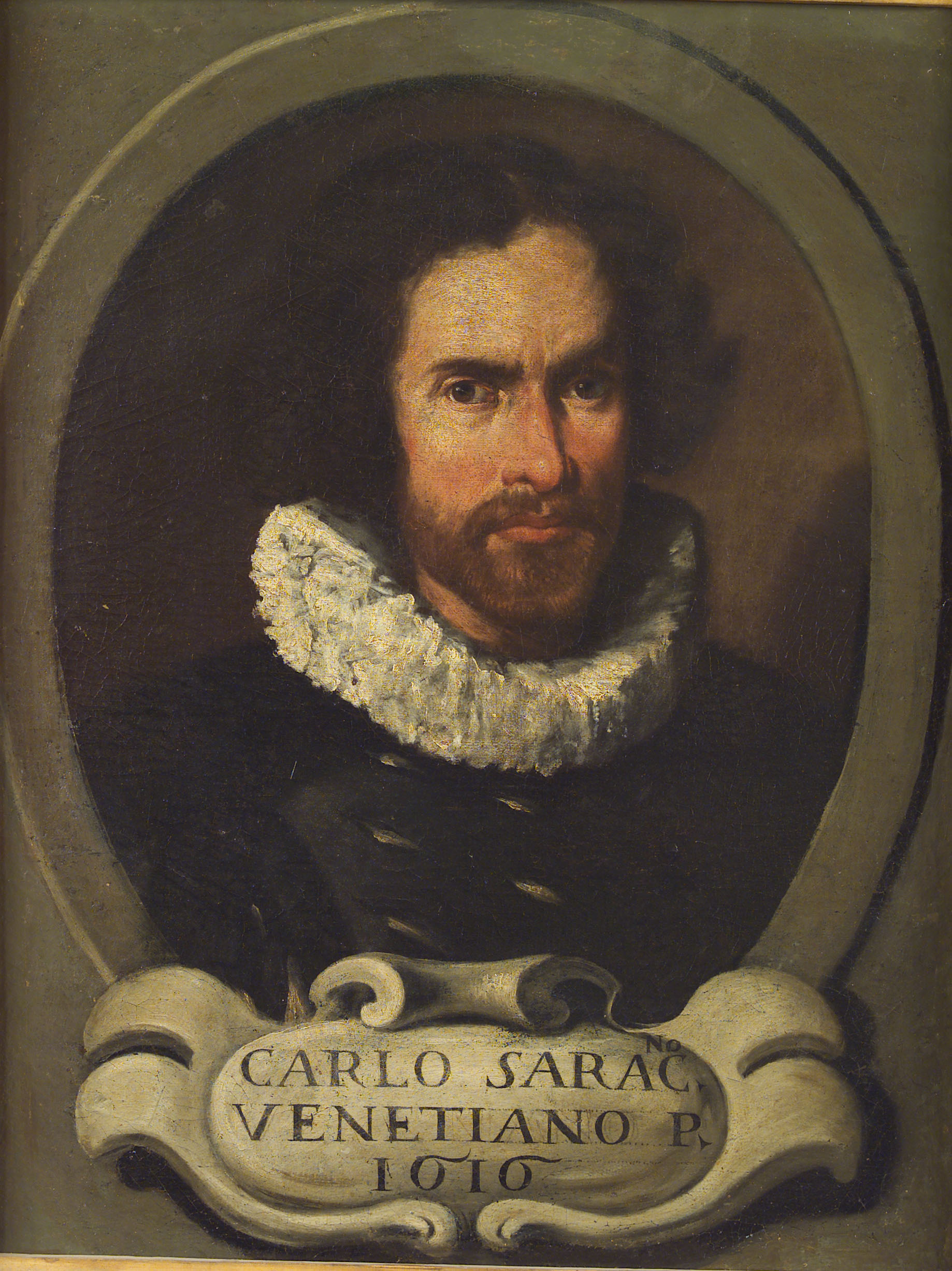
Portraitbildnis des Carlo Saraceni (1616, unbekannter Künstler)

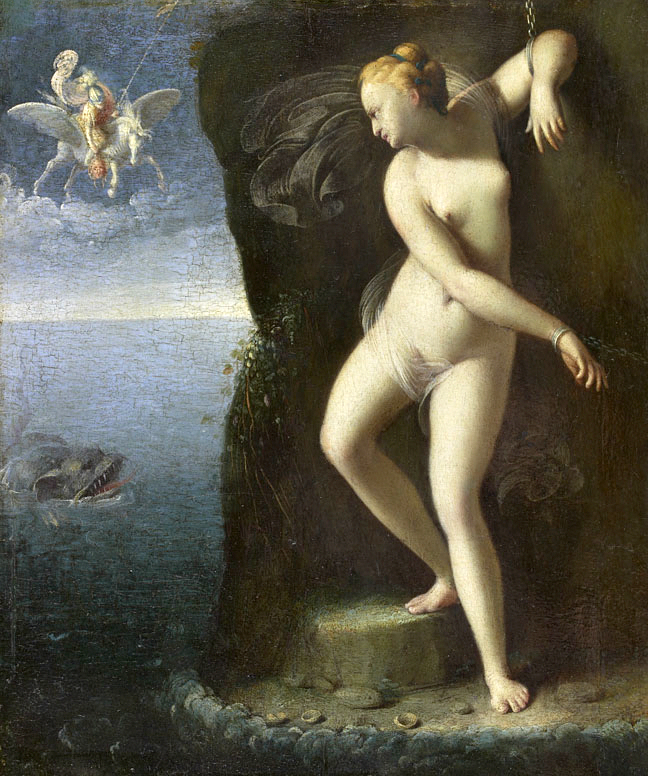
Gemälde von Carlo Saraceni

Carlo Saraceni (* um 1579 in Venedig; † 16. Juni 1620 ebenda) war ein italienischer Maler.

## Leben
Saraceni, Sohn einer Bologneser Seidenhändlerfamilie, ging um 1600 nach Rom und blieb die meiste Zeit seines Lebens dort. Er könnte ein Schüler von Adam Elsheimer gewesen sein, war aber auch stark von Michelangelo Merisi da Caravaggio beeinflusst. Von seinen kleinformatigen Landschaften in Kupfer sind diejenigen über mythologische Themen die besten. 1616 arbeitete er zusammen mit Giovanni Lanfranco an Fresken im Sala Regia des Quirinalspalast. Er starb in Venedig, wo er mit der Ausschmückung der Halle des Großen Rates beauftragt war.

## Werke
(Auswahl)
- Der Tod Mariae, um 1615/19
- Die hll. Hieronymus, Maria Magdalena, Antonius und Franziskus
- Die Vision des hl. Franziskus, um 1615
- San Carlo Borromeo communica un apestato Martirio di Sant Erasmo